# Прогной (Тарасовский район)
Прогной — хутор в Тарасовском районе Ростовской области.
Входит в состав Войковского сельского поселения.

## История
Основан нетчиками из Полатовского уезда в 1709 году. По списку 1838 года хутор включал в себя 47 дворов.

## Население
| 2010 |
| ---- |
| 315  |

## Улицы
- ул. Степная,
- ул. Центральная,
- ул. Энтузиастов,
- ул. Южная.